# Serralada d'Ajanta
La serralada d'Ajanta (també d'Indhyari, Satmala i Chandor) és una cadena muntanyosa de l'estat de Maharashtra a l'Índia. Hi neixen entre d'altres, els rius Godavari i Tapti. La serra de Satmala és de fet la seva continuació.
El lloc principal és Ajanta amb els famosos temples d'Ajanta excavats a la roca amb 24 monestir (viharas) i 5 temples (chatiyas), notables a la religió budista, que inclouen diverses pintures.